# Serverlogg
Serverlogg är en fil (eller flera filer, alternativt poster i en databas) där löpande information läggs till så att händelser i efterhand kan analyseras. Liknande loggar förs på många datorer, inte bara servrar.
Typiska serverloggar visar vilka användare som varit inloggade, vilka sidor som efterfrågats från en webbserver eller andra viktiga händelser. En särskild loggtyp - transaktionslogg - förs av databaser, med hjälp av denna logg kan databasens innehåll återställas i händelse av ett avbrott eller en krasch.
Ordet är analogt med en nautisk loggbok.
Loggar är vanliga och förs inte bara av mjukvara - ett primitivt stöd för loggning finns i anteckningsverktyget i Windows ("Anteckningar", notepad.exe) om man skriver ".LOG" på första raden och avslutar med radbrytning(Enter), automatiskt lägger till datum och tid intill anteckningarna.